# Paul Galand
Paul Galand (Ukkel, 18 oktober 1943) is een Belgisch arts en voormalig politicus voor Ecolo. 

## Levensloop
Van opleiding is Paul Galand doctor in de genees-, heel- en verloskunde. Daarnaast is hij ook licentiaat in de arbeidsgeneeskunde en baccalaureus in de wijsbegeerte. Tussen 1972 en 1999 was hij actief als huisarts in een volkswijk en als arbeidsgeneesheer.
In zijn studentenjaren was Galand van 1968 tot 1969 ten tijde van Leuven Vlaams woordvoerder van de Franstalige studentenfederatie van de KU Leuven. Tussen 1970 en 1972 was hij opbouwwerker in een centrum voor gezinsherhuisvesting in de banlieues rond Parijs, voor ATD Vierde Wereld en vanaf 1974 was hij ook vrijwillig bestuurder in een bedrijf voor beroepsopleiding dat hij mee oprichtte.
Hij sloot zich in 1981 aan bij de partij Ecolo en zetelde voor deze partij van 1989 tot 2009 in het Brussels Hoofdstedelijk Parlement namens de partij. Tevens zetelde hij van 1999 tot 2009 in het Parlement van de Franse Gemeenschap en van 1999 tot 2003 in de Belgische Senaat als gemeenschapssenator. Als parlementslid ging hij zich toeleggen op de bestrijding van armoede, gezondheidszorg, kinderrechten, de verbetering van pediatrische zorg, de strijd tegen mensenhandel en prostitutie, de bestrijding van aids, ontwikkelingssamenwerking, duurzame ontwikkeling en sociale economie. In het Parlement van de Franse Gemeenschap was Galand van 2004 tot 2009 voorzitter van de commissie Gezondheid, Sociale Aangelegenheden en Jeugdhulp en in de Senaat was hij lid van de commissie Sociale Aangelegenheden.
Hij is een broer van Pierre Galand, die eveneens politiek actief is.

## Onderscheiding
- Officier in de Leopoldsorde sinds 6 juni 2009.[7]